# Dar-Alages
Dar-Alages is een groep van zes sintel- en vulkaankegels ten zuiden van het Sevanmeer in de provincie Vayots Dzor in Armenië. Ze liggen op de hellingen van de vulkanische bergrug Vardenis.
Ze zijn voor het laatst uitgebarsten rond 2000 v.Chr. (± 1000 jaar).